# Municipio de Camden (condado de DeKalb)
El municipio de Camden (en inglés: Camden Township) es un municipio ubicado en el condado de DeKalb en el estado estadounidense de Misuri. En el año 2010 tenía una población de 1751 habitantes y una densidad poblacional de 13,46 personas por km².

## Geografía
El municipio de Camden se encuentra ubicado en las coordenadas 39°53′14″N 94°23′12″O / 39.88722, -94.38667. Según la Oficina del Censo de los Estados Unidos, el municipio tiene una superficie total de 130.06 km², de la cual 128,67 km² corresponden a tierra firme y (1,07 %) 1,39 km² es agua.

## Demografía
Según el censo de 2010, había 1751 personas residiendo en el municipio de Camden. La densidad de población era de 13,46 hab./km². De los 1751 habitantes, el municipio de Camden estaba compuesto por el 97,49 % blancos, el 0,34 % eran afroamericanos, el 0,69 % eran amerindios, el 0,06 % eran asiáticos, el 0,23 % eran isleños del Pacífico y el 1,2 % eran de una mezcla de razas. Del total de la población el 0,34 % eran hispanos o latinos de cualquier raza.